# The Languages of Africa
The Languages of Africa es un libro escrito por el lingüista Joseph Greenberg en 1963 donde proponía una clasificación filogenética de las lenguas de África que ha sido muy influyente y ha constituido la base para refinamientos posteriores. En sus líneas generales la clasificación propuesta en dicho libro es la seguida actualmente, aunque numerosos subgrupos han sido redefinidos.
Este trabajo de Greenberg es una versión revisada y expandida de su libro de 1955 Studies in African Linguistic Classification, que era una compilación de ocho artículos de Greenberg que se habían publicado en el Southwestern Journal of Anthropology entre 1949 y 1954. El libro de Greenberg de 1963 se publicó por primera vez como la parte II del International Journal of American Linguistics, Vol. 29, n.º 1; sin embargo, su segunda edición de 1966, que fue publicada por la Universidad de Indiana (Bloomington: Mouton & Co., The Hague) como trabajo independiente es la edición citada comúnmente.

## Metodología
Greenberg describe su metodología de clasificación que incluye tres puntos principales:
- "Solo se consideran relevantes las comparaciones que involucran tanto semejanza de sonido y significado" (ver cognado). Esto desecha como inválidos los criterios tipológicos.
- Se usa la comparación léxica masiva en lugar de la comparación tradicional entre pares de lenguas (este sería uno de los puntos ampliamente criticados de varios trabajos de Greenberg).
- "Solo se considera relevante la evidencia lingüística para sacar conclusiones sobre el parentesco filogenético". Por tanto, los criterios extralingüísticos de tipo etnográfico que habían plagado trabajos anteriores sobre lenguas africanas se desechan por completo en el trabajo de Greenberg.

Como se ha mencionado, el uso de la comparación masiva, es controvertida dentro de la lingüística histórica. Mientras que el tercer punto es totalmente estándar en tiempos modernos y trata de superar prejuicios perniciosos de africanistas anteriores (particularmente del influyente Carl Meinhof) que había clasificado las lenguas considerando no solo cognados, sino también mediante criterios tipológicos e incluso raciales). En términos generales el trabajo de Greenberg tuvo un importante antecedente en el trabajo de Diedrich Westermann, del que Greenberg toma ampliamente propuestas de parentesco.

## Novedades
Greenberg propone que todas las lenguas de África (cerca de 1500 en total) pueden clasificarse en solo cuatro grupos filogenéticos válidos:
- Lenguas afroasiáticas, este grupo filogenético constituye una depuración sobre criterios lingüísticos firmes de la propuesta de familia camítico-semítica que Meinhof había hecho sobre la base de criterios filogenéticos, pero también tipológicos y étnicos. Las lenguas camítico-semíticas antes de que Greenberg revisara ampliamente la evidencia contenían no solo al semítico, el bereber, el egipcio y el cushítico (que hoy en día se siguen considerando grupos emparentados de las lenguas afroasiáticas), sino que algunos autores consideraban como posibles grupos emparentados al fulani, al chádico, al nilo-camítico y ocasionalmente al hotentote. Greenberg consideró adecuada la inclusión del chádico, pero reclasificó al fulani (como atlántico occidental), al nilo-camítico (como nilo-sahariano) y al hotentote (como khoisán). Todas esas modificaciones siguen siendo aceptadas actualmente, a partir de la nueva evidencia recopilada. Tras el trabajo de Greenberg el término "camítico" fue completamente desechado por los lingüistas como unidad filogenética. Además consideró que el "cushítico occidental" en realidad no era cushítico y lo reclasificó como omótico y postuló que era otra rama independiente del cushítico dentro del afroasiático.
- Lenguas Níger-Congo, llamadas así porque ocupan el territorio comprendido entre las cuencas de los ríos Níger y Congo. Este grupo había sido anticipado en gran parte por D. Westermann que lo había denominado sudánico occidental. Greenberg cambió la subclasificación, incluyó el fulani y las lenguas Adamawa-Ubangui y excluyó del grupo a las lenguas songhay. Además Greenberg reclasificó las lenguas bantú como un simple subgrupo del grupo lenguas Benue-Congo (que previamente había sido denominado "semi-bantú").
- Lenguas nilo-saharianas, que ocupan gran parte Sahel y la región donde nace el Nilo. Este grupo es, sin duda, la propuesta más novedosa de la clasificación de Greenberg. Y en numerosos puntos sigue siendo uno de los puntos más controvertido, a pesar de la publicación de varias propuestas de reconstrucción para el proto-nilo-sahariano. Dentro de estas lenguas Greenberg propuso un grupo principal llamado Chari-Nilótico, que contenía el sudánico oriental, el sudánico central (propuestos por Westermann) además del Kunama y el Berta. Este grupo principal ha sido ampliamente rechazado y los subgrupos han sido considerados como ramas nilo-saharianas independientes. Por otra parte, Greenberg incluyó dentro del nilo-sahariano las lenguas previamente denominadas nilo-camíticas siguiendo una propuesta de Köhler. Además estableció más firmemente la unidad del sudánico oriental.
- Lenguas khoisán, este grupo está formada por lenguas con clics del SE de África. Previamente el hotentote había sido colocado dentro del desechado "camítico", pero Greenberg siguiendo a Schapera y rechazando la propuesta de Meinhof, Greenberg reclasificó el hotentote como Khoisán central. A las lenguas khoisán, Greenberg añadió dos lenguas aisladas, el hatsa y el sandawe que poseen clics pero cuya evidencia de parentesco con el resto de khoisán es débil. Esta última propuesta es altamente controvertida, y se considera inválida por muchos africanistas. En términos generales actualmente muchos africanistas piensan que las lenguas khoisanas no constituyen una auténtica familia filogenética sino tres familias demostradas que comparten rasgos de área.

Otro punto final en la clasificación de Greenberg es que asignó las lenguas de las montañas Nuba del Kordofán a una única subfamilia denominada kordofana, que sería una rama de una macrofamilia Níger-Cordofán que incluiría también a las lenguas Níger-Congo. Sin embargo, actualmente no se considera que las lenguas kordofanas constituyan un grupo filogenético válido aunque la mayoría de subgrupos son generalmente aceptados como ramas independientes de las lenguas Níger-Congo.

## Clasificación
Esta sección recoge la clasificación detallada contenida en el libro de Greenberg:
I. Congo–Kordofano
I.A Níger–Congo
I.A.1 Atlántico occidental
I.A.1.a Septentrional: Wolof, Serer-Sin, Fulani, Serer-Non, Konyagi, Basari, Biafada, Badyara (Pajade), Dyola, Mandyak, Balante, Banyun, Nalu, Cobiana, Cassanga Bidyogo.
I.A.1.b Meridional: Temne, Baga, Landoma, Kissi, Bulom, Limba, Gola
I.A.2 Mandé
I.A.2.a Occidental
I.A.2.a.1 Malinké, Bambara, Dyula, Mandinka, Numu, Ligbi, Huela, Vai, Kono, Koranko, Khasonke
I.A.2.a.2 Bobo
I.A.2.a.3 Mende, Loko, Gbandi, Loma, Kpelle (Guerze)
I.A.2.a.4 Susu, Dyalonke
I.A.2.a.5 Soninké, Bozo
I.A.2.a.6 Duun, Dzuun, Jo, Seenku (Sembla), Kpan, Banka
I.A.2.b Oriental
I.A.2.b.1 Mano, Dan (Gio), Guro (Kweni), Mwa, Nwa, Beng, Gban, Tura (Wen), Yaure.
I.A.2.b.2 Samo, Bisa, Busa, Kyenga, Shanga
I.A.3 Voltaico (Gur)
I.A.3.a Senoufo: Minianka, Tagba, Foro, Tagwana (Takponin), Dyimini, Nafana
I.A.3.b. Lobi-Dogón: Lobi, Dyan, Puguli, Gan, Gouin, Turuka, Doghosie, Doghosie-Fing, Kyan, Tara, Bwamu, Wara, Natioro, Dogon (1966: "should probably be considered a new separate subgroup. If anything, it is nearest to group c"), Kulango
I.A.3.c Grusi: Awuna, Kasena, Nunuma, Lyele, Tamprusi, Kanjaga (Bulea) (trasladado al grupo d), Degha, Siti, Kurumba (Fulse), Sisala
I.A.3.d Mossi, Dagomba, Kusasi, Nankanse, Talensi, Mamprusi, Wala, Dagari, Birifo, Namnam, Kanjaga (Bulea) (trasladado del grupo c)
I.A.3.e Tem, Kabre, Delo, Chala
I.A.3.f Bargu (Bariba)
I.A.3.g Gurma, Tobote (Basari), Kasele (Chamba), Moba
I.A.4 Kwa
I.A.4.a Kru: Bete, Bakwe, Grebo, Bassa, De, Kru (Krawi)
I.A.4.b Avatime, Nyangbo, Tafi, Logba, Likpe, Ahlo, Akposo, Lefana, Bowili, Akpafu, Santrokofi, Adele, Kebu, Anyimere, Ewe, Aladian, Avikam, Gwa, Kyama, Akye, Ari, Abe, Adyukru, Akan (Twi, Anyi, Baulé, Guang, Metyibo, Abure), Ga, Adangme
I.A.4.c Yoruba, Igala
I.A.4.d Nupe, Gbari, Igbira, Gade
I.A.4.e Bini, Ishan, Kukuruku, Sobo
I.A.4.f Idoma, Agatu, Iyala
I.A.4.g Ibo
I.A.4.h Ijo (ijoide)
I.A.5 Benue–Congo
I.A.5.A Plateau
I.A.5.A.1
I.A.5.A.1.a Kambari, Dukawa, Dakakari, Basa, Kamuku, Reshe
I.A.5.A.1.b Piti, Janji, Kurama, Chawai, Anaguta, Buji, Amap, Gure, Kahugu, Ribina, Butawa, Kudawa
I.A.5.A.2 Afusare, Irigwe, Katab, Kagoro, Kaje, Kachicheri, Morwa, Jaba, Kamantan, Kadara, Koro, Afo
I.A.5.A.3 Birom, Ganawuri (Aten)
I.A.5.A.4 Rukuba, Ninzam, Ayu, Mada, Kaninkwom
I.A.5.A.5 Eggon, Nungu, Yeskwa
I.A.5.A.6 Kaleri, Pyem, Pai
I.A.5.A.7 Yergam, Basherawa
I.A.5.B Jukunoid: Jukun, Kentu, Nyidu, Tigong, Eregba, Mbembe, Zumper (Kutev, Mbarike), Boritsu
I.A.5.C Cross-River
I.A.5.C.1 Boki, Gayi (Uge), Yakoro
I.A.5.C.2 Ibibio, Efik, Ogoni (Kana), Andoni, Akoiyang, Ododop, Korop
I.A.5.C.3 Akunakuna, Abine, Yako, Asiga, Ekuri, Ukelle, Okpoto-Mteze, Olulomo
I.A.5.D Bantoide: Tiv, Bitare, Batu, Ndoro, Mambila, Bute, Bantu
I.A.6 Adamawa Oriental
I.A.6.A Adamawa
I.A.6.A.1 Tula, Dadiya, Waja, Cham, Kamu
I.A.6.A.2 Chamba, Donga, Lekon, Wom, Mumbake
I.A.6.A.3 Daka, Taram
I.A.6.A.4 Vere, Namshi, Kolbila, Pape, Sari, Sewe, Woko, Kotopo, Kutin, Durru
I.A.6.A.5 Mumuye, Kumba, Gengle, Teme, Waka, Yendang, Zinna
I.A.6.A.6 Dama, Mono, Mbere, Mundang, Yasing, Mangbei, Mbum, Kpere, Lakka, Dek
I.A.6.A.7 Yungur, Mboi, Libo, Roba
I.A.6.A.8 Kam
I.A.6.A.9 Jen, Munga
I.A.6.A.10 Longuda
I.A.6.A.11 Fali
I.A.6.A.12 Nimbari
I.A.6.A.13 Bua, Nielim, Koke
I.A.6.A.14 Masa
I.A.6.B Oriental
I.A.6.B.1 Gbaya, Manja, Mbaka
I.A.6.B.2 Banda
I.A.6.B.3 Ngbandi, Sango, Yakoma
I.A.6.B.4 Zande, Nzakara, Barambo, Pambia
I.A.6.B.5 Bwaka, Monjombo, Gbanziri, Mundu, Mayogo, Bangba
I.A.6.B.6 Ndogo, Bai, Bviri, Golo, Sere, Tagbo, Feroge, Indri, Mangaya, Togoyo
I.A.6.B.7 Amadi (Madyo, Ma)
I.A.6.B.8 Mondunga, Mba (Bamanga)
I.B Kordofano
I.B.1 Koalib: Koalib, Kanderma, Heiban, Laro, Otoro, Kawama, Shwai, Tira, Moro, Fungor
I.B.2 Tegali: Tegali, Rashad, Tagoi, Tumale
I.B.3 Talodi: Talodi, Lafofa, Eliri, Masakin, Tacho, Lumun, El Amira
I.B.4 Tumtum: Tumtum, Tuleshi, Keiga, Karondi, Krongo, Miri, Kadugli, Katcha
I.B.5 Katla: Katla, Tima
II. Nilo-Saharianas
II.A Songhai
II.B Saharan
II.B.a Kanuri, Kanembu
II.B.b Teda, Daza
II.B.c Zaghawa, Berti
II.C Mabano: Maba, Runga, Mimi (of Nachtigal), Mimi (of Gaudefroy-Demombynes)
II.D. Fur
II.E. Chari–Nilótico
II.E.1 Sudánico oriental
II.E.1.1 Nubio
II.E.1.1.a Nubio del Nilo (Mahas-Fadidja y Kenuzi-Dongola)
II.E.1.1.b Nubio cordofano: Dair, Dilling, Gulfan, Garko, Kadero, Kundugr
II.E.1.1.c Midob
II.E.1.1.d Birked
II.E.1.2 Murle (Beir), Longarim, Didinga, Suri, Mekan, Murzu, Surma (incluyendo Tirma y Zulmanu), Masongo
II.E.1.3 Barea
II.E.1.4 Ingassana (Tabi)
II.E.1.5 Nyima, Afitti
II.E.1.6 Temein, Teis-um-Danab
II.E.1.7 Merarit, Tama, Sungor
II.E.1.8 Dagu de Darfur, Baygo, Sila, Dagu of Dar Dagu (Wadai), Dagu of Occidental Kordofan, Njalgulgule, Shatt, Liguri
II.E.1.9 Nilótico
II.E.1.9.a Occidental
II.E.1.9.a.1 Burun
II.E.1.9.a.2 Shilluk, Anuak, Acholi, Lango, Alur, Luo, Jur, Bor
II.E.1.9.a.3 Dinka, Nuer
II.E.1.9.b Oriental
II.E.1.9.b.1 Bari, Fajulu, Kakwa, Mondari
II.E.1.9.b.2a Jie, Dodoth, Karamojong, Teso, Topotha, Turkana
II.E.1.9.b.2b Masái
II.E.1.9.b.3 Meridional: Nandi, Suk, Tatoga (but text says this is not a subgroup of Oriental, suggesting that this should rather be II.E.1.9.c)
II.E.1.10 Nyangiya, Teuso
II.E.2 Sudánico central
II.E.2.1 Bongo, Baka, Morokodo, Beli, Gberi, Sara dialects (Madjinngay, Gulai, Mbai, Gamba, Kaba, Dendje, Laka), Vale, Nduka, Tana, Horo, Bagirmi, Kuka, Kenga, Disa, Bubalia
II.E.2.2 Kreish
II.E.2.3 Binga, Yulu, Kara
II.E.2.4 Moru, Avukaya, Logo, Keliko, Lugbara, Madi
II.E.2.5 Mangbetu, Lombi, Popoi, Makere, Meje, Asua
II.E.2.6 Mangbutu, Mamvu, Lese, Mvuba, Efe
II.E.2.7 Lendu
II.E.3 Berta
II.E.4 Kunama
II.F Komano/Comano: Komo, Ganza, Uduk, Gule, Gumuz, Mao
III. Afroasiáticas
III.A Semítico
III.B Egipcio
III.C Berber
III.D  Cushítico
III.D.1 Cushítico septentrional: Beja (Bedauye)
III.D.2 Cushítico central: Bogo (Bilin), Kamir, Khamta, Awiya, Damot, Kemant, Kayla, Quara
III.D.3 Cushítico oriental: Saho-Afar, Somalí, Galla, Konso, Geleba, Marille, (Reshiat, Arbore), Gardula, Gidole, Gowaze, Burji, Sidamo, Darasa, Kambata, Alaba, Hadya, Tambaro, Mogogodo (added 1966)
III.D.4 Cuchítico occidental (omótico): Janjero, Wolamo, Zala, Gofa, Basketo, Baditu, Haruro, Zaysse, Chara, Gimira, Benesho, Nao, Kaba, Shako, She, Maji, Kafa, Garo, Mocha, Anfillo (Mao), Shinasha, Bako, Amar, Bana, Dime, Gayi, Kerre, Tsamai, Doko, Dollo
III.D.5 Cushítico meridional: Burungi (Mbulungu), Goroa (Fiome), Alawa (Uwassi), Iraqw, Mbugu, Sanye, Ngomvia (añadido 1966)
III.E Chádico
III.E.1
III.E.1.a Hausa, Gwandara
III.E.1.b Ngizim, Mober, Auyokawa, Shirawa, Bede
III.E.1.c
III.E.1.c.i Warjawa, Afawa, Diryawa, Miyawa, Sirawa
III.E.1.c.ii Gezawa, Seiyawa, Barawa of Dass
III.E.1.d
III.E.1.d.i Bolewa, Karekare, Ngamo, Gerawa, Gerumawa, Kirifawa, Dera (Kanakuru), Tangalé, Pia, Pero, Chongee, Maha (añadido 1966)
III.E.1.d.ii Angas, Ankwe, Bwol, Chip, Dimuk, Goram, Jorto, Kwolla, Miriam, Montol, Sura, Tal, Gerka
III.E.1.d.iii Ron
III.E.2 Grupo Kotoko: Logone, Ngala, Buduma, Kuri, Gulfei, Affade, Shoe, Kuseri
III.E.3 Bata–Margi group
III.E.3.a Bachama, Demsa, Gudo, Malabu, Njei (Kobochi, Nzangi, Zany), Zumu (Jimo), Holma, Kapsiki, Baza, Hiji, Gude (Cheke), Fali of Mubi, Fali of Kiria, Fali of Jilbu, Margi, Chibak, Kilba, Sukur, Vizik, Vemgo, Woga, Tur, Bura, Pabir, Podokwo
III.E.3.b Gabin, Hona, Tera, Jera, Hinna (Hina)
III.E.4
III.E.4.a Hina, Daba, Musgoi, Gauar
III.E.4.b Gisiga, Balda, Muturua, Mofu, Matakam
III.E.5 Gidder
III.E.6 Mandara, Gamergu
III.E.7 Musgu
III.E.8 Bana, Banana (Massa), Lame, Kulung
III.E.9
III.E.9.a Somrai, Tumak, Ndam, Miltu, Sarwa, Gulei
III.E.9.b Gabere, Chiri, Dormo, Nangire
III.E.9.c Sokoro (Bedanga), Baréin
III.E.9.d Modgel
III.E.9.e Tuburi
III.E.9.f Mubi, Karbo, (añadido 1966: Jegu, Jonkor, Wadai-Birgid)
IV Khoisán
IV.A Khoisán sudafricano
IV.A.1 Khoisán sudafricano septentrional
IV.A.2 Khoisán sudafricano central
IV.A.3 Khoisán sudafricano meridional
IV.B Sandawe
IV.C Hatsa